# ساندیگاچی
ساندیگاچی (به لاتین: Sandykgaçy) یک منطقهٔ مسکونی در ترکمنستان است که در استان مرو واقع شده‌است. ساندیگاچی ۳۰۱ متر بالاتر از سطح دریا واقع شده‌است.